# أنور القاسم
أنور القاسم إعلامي ومذيع سوري، والخبير الاقتصادي بصحيفة فايننشال تايمز.

## حياته ونشأته
تخرج من قسم الإعلام بجامعة دمشق ثم سافر للدراسة والعمل في لندن حيث يقيم، وحصل على شهادة «العلوم الاقتصادية». ينحدر القاسم من قرية «الثعلة» التابعة لمدينة «السويداء» جنوب سوريا. يعمل الآن محرراً في جريدة القدس العربي، بالإضافة إلى ظهوره كمحلل في العديد من التلفزيونات العربية و«بي بي سي» الإنكليزية. وكان أنور القاسم مديرا لمكتب «الفاييناشيال تايمز» ومذيعاً للنشرة الاقتصادية في تلفزيون «الفايننشال تايمز» لصالح تلفزيون دبي. كما عمل مذيعا ومقدما لللبرنامج الحواري في تلفزيون «خلفة للانباء» في لندن، إضافة إلى عمله مراسلا لإذاعة أبوظبي للشؤون الأوروبية ومحررا «بي بي سي» و«ام بي سي» في لندن. وهو شقيق الإعلامي الشهير فيصل القاسم، وفاروق القاسم في قناة الجزيرة. ومن اشقائه المشاهير أيضاً المطرب مجد القاسم والمطرب الشاب محجوب القاسم وفضل القاسم مدير عام فضائيتي «سترايك» و«الإمارة».